# Derek Trucks
Derek Trucks (Jacksonville (Florida), 8 juni 1979) is een Amerikaanse bluesgitarist en bandleider van de Derek Trucks Band. Bovendien is de neef van Butch Trucks sinds 1999 lid van de Allman Brothers Band. Samen met zijn vrouw Susan Tedeschi formeerde hij in 2010 de Tedeschi Trucks Band. Hij staat bekend om zijn uitstekende slidespel en zijn mix van stijlen uit blues, southern rock, funk, jazz en wereldmuziek.

## Biografie
Op 9-jarige leeftijd had Trucks voor het eerst een gitaar. Met toenemende instrumentale vaardigheden speelde hij met tal van lokale muzikanten die zijn uitstekende talent erkenden. Hij had zijn eerste optreden op 11-jarige leeftijd en zijn eerste band op 12-jarige leeftijd. Vanaf dat moment speelde hij evenveel als een professionele muzikant. In 1994 richtte hij uiteindelijk de Derek Trucks Band op.
In 1999 werd hij lid van de Allman Brothers Band naast zijn oom Butch Trucks. Hij ontwikkelde al vroeg een voorliefde voor klassieke Indiase muziek. Hij kreeg lessen van de Indiase sarod-virtuoos Ali Akbar Khan in San Rafael (Californië).
Derek Trucks is sinds 2001 getrouwd met de blueszangeres en gitariste Susan Tedeschi, die negen jaar ouder is. De bands van het artiestenpaar speelden in het verleden vaak samen onder de naam Soul Stew Revival. Het paar heeft twee kinderen, die regelmatig door hun ouders worden meegenomen op tournee.
In 2010 besloten Trucks en Tedeschi om samen een band te formeren. Na een succesvolle tournee en optredens tijdens het festival Crossroads 2010 van Eric Clapton werd in 2011 het album Revelator uitgebracht van de Tedeschi Trucks Band. De opnamen werden voorafgegaan door intensieve songwritingsessies op het gezamenlijke eigendom van de twee muzikanten in Jacksonville, Florida. Gasten hier waren John Leventhal (Johnny Cash, Paul Simon), Jeff Trout (Counting Crows), Ryan Harris (John Mayer) en Gary Louris (The Jayhawks). Tedeschi beschrijft het werk als 'een echt songwritingkamp'. In 2011 plaatste het Amerikaanse muziekmagazine Rolling Stone Trucks als de jongste gitarist op de 16e plaats bij de 100 beste gitaristen aller tijden. In een lijst uit 2003 was hij al als 81e gerangschikt. Ook in 2011 werd de Derek Trucks Band onderscheiden met de Blues Music Award als «Band of the Year».

## Stijl en uitrusting
De stijl van Trucks wordt vooral gekenmerkt door blues en gitaristen zoals Duane Allman en Elmore James. Hij speelt niet met een plectrum. Trucks speelt voornamelijk de klassieke bluesscala in zijn solo's, maar vaak met klassieke Indiase accenten. Indiase raga-elementen zijn te horen in de meeste van zijn gitaarsolo's.
De belangrijkste gitaar die wordt gebruikt, is een heruitgave van Gibson SG Standard uit 1962, gesigneerd door talloze muzikanten als B.B. King, Bob Dylan en John Lee Hooker. Hij gebruikt altijd dezelfde Fender Super Reverb-versterker uit 1965 waarin de Pyle Driver-luidspreker is ingebouwd. Over het algemeen houdt Derek Trucks zijn apparatuur zeer puristisch.

## Discografie

### Met The Derek Trucks Band
Albums:
- 1997: The Derek Trucks Band
- 1998: Out Of The Madness
- 2002: Joyful Noise
- 2003: Soul Serenade
- 2004: Live at Georgia Theatre
- 2006: Songlines
- 2009: Already Free
- 2010: Roadsongs

DVD's:
- 2006: Songlines Live (2006)
- 2007, 2010: Optredens tijdens het Crossroads Guitar Festival

### Met The Allman Brothers Band
Albums:
- 2000: Peakin' at the Beacon
- 2003: Hittin' the Note
- 2004: One Way Out

DVD's:
- 2003: Live at the Beacon Theatre

### Met The Tedeschi Trucks Band
- 2011: Revelator
- 2012: Everybody's Talkin' (live)
- 2013: Made Up Mind
- 2016: Let Me Get By
- 2017: Live From The Fox Oakland
- 2019: Signs

### Gastoptredens
- 1994: Storm Warning van Tinsley Ellis
- 1997: Come on in This House van Junior Wells
- 1997: Searching for Simplicity van Gregg Allman
- 1999: Live... With a Little Help from Our Friends van Gov't Mule
- 2002: Live in the Classic City van Widespread Panic
- 2002: Wait For Me van Susan Tedeschi
- 2003: Little Worlds van Béla Fleck and the Flecktones
- 2005: The Best Kept Secret van Jerry Douglas
- 2005: Hope and Desire van Susan Tedeschi
- 2006: The Road to Escondido van J.J. Cale en Eric Clapton
- 2008: Skin Deep van Buddy Guy
- 2008: Here and Gone van David Sanborn
- 2008: The Blues Roll On van Elvin Bishop
- 2008: Back to the River van Susan Tedeschi
- 2008: Lifeboat van Jimmy Herring
- 2008: Guitars van McCoy Tyner
- 2010: The Imagine Project van Herbie Hancock
- 2010: Clapton van Eric Clapton
- 2010: Trial van Dr. John
- 2011: Roots van Johnny Winter
- 2012: Great Gypsy Soul van Tommy Bolin
- 2012: Greatest Hits: Live at Montreux 2011 van Santana
- 2012: Live at the Royal Albert Hall 2011 van B.B. King
- 2013: Eric Clapton Guitar Festival 2013 met Eric Clapton

- Bibliothèque nationale de France: cb158789739 (data)
- Gemeinsame Normdatei: 135422639
- International Standard Name Identifier: 0000 0000 8155 8153
- Library of Congress Control Number: no2002020458
- MusicBrainz: 954a45e0-5e21-44ae-8d56-44b79b4f1cb3
- Système universitaire de documentation: 157331229
- Virtual International Authority File: 75979583
- WorldCat: E39PBJwHcJXGB67M9Gm3T48grq